# Drimia maritima
Drimia maritima là một loài thực vật có hoa trong họ Măng tây. Loài này được (L.) Stearn mô tả khoa học đầu tiên năm 1978.

## Hình ảnh

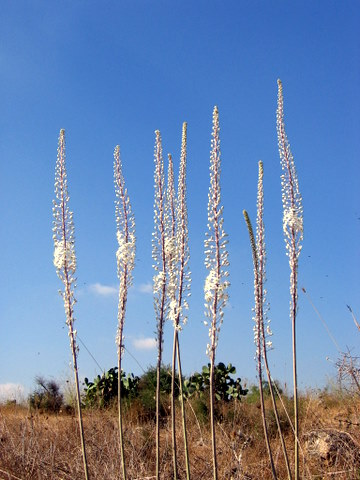